# 高雄八二三臺海戰役紀念碑
22°37′30″N 120°20′24″E / 22.624984°N 120.339945°E
高雄八二三臺海戰役紀念碑，位在臺灣高雄市苓雅區中正公園，1998年建，為臺灣本島第一座八二三砲戰紀念碑。

## 歷史

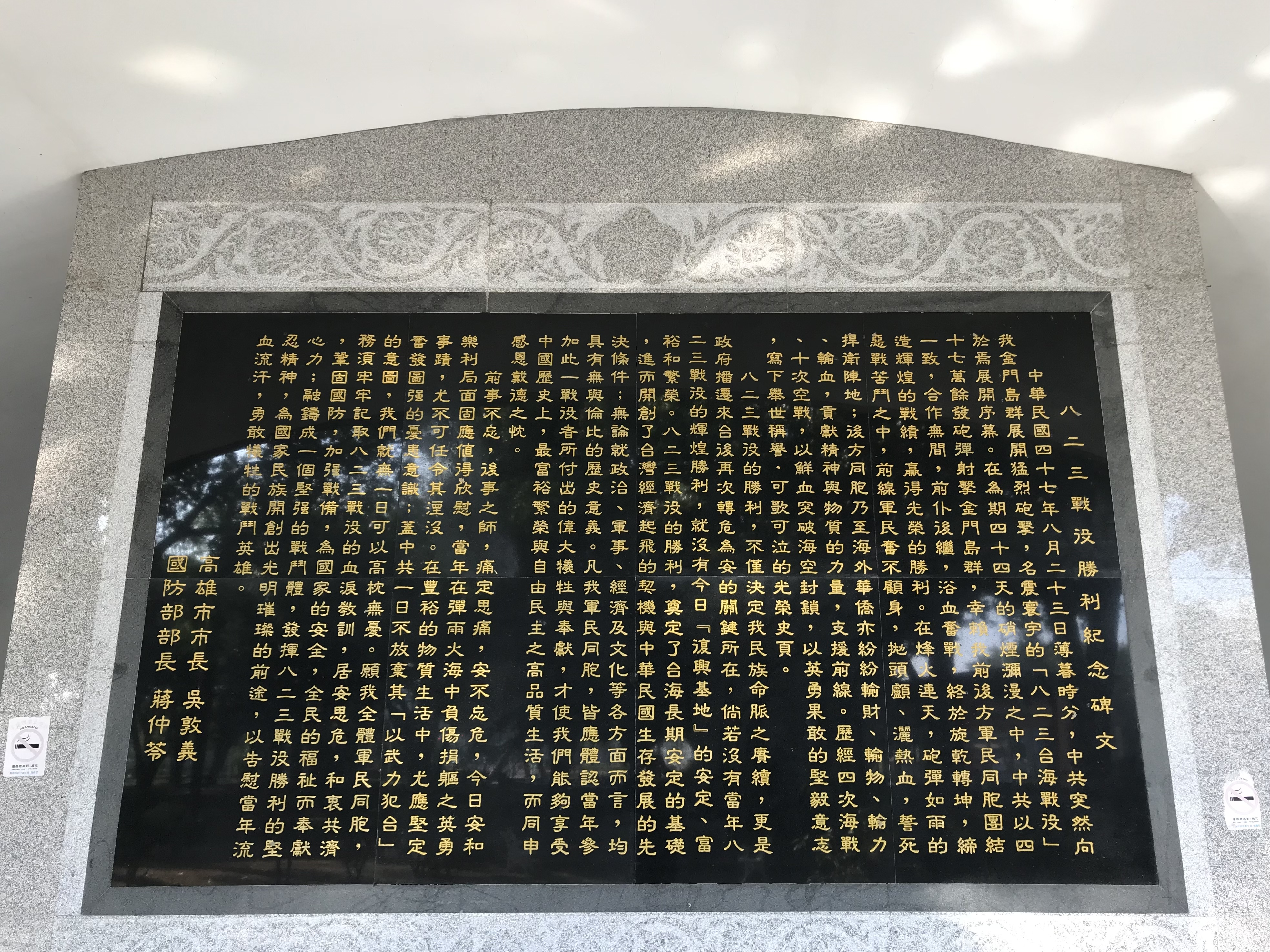
碑文

呂芳煙在任議員時，為紀念他在八二三砲戰戰死的一眾同袍，便呼籲地方政府興建紀念碑。經由立法委員林志嘉、李慶華協助，呂芳煙在1994年6月28日表示，國防部已同意在臺灣興建紀念碑。
1998年8月23日，八二三戰役四十周年，全臺灣首座八二三戰役紀念碑在高雄市中正公園揭幕，由高雄市長吳敦義和國防部次長方壽祿共同主持，千餘名老兵及眷屬參加。此碑是黃元璋建築師事務所設計，為直徑30公尺的橢圓型平台基座上，興建碉堡外形的半圓弧碑亭，再豎立雙併、有三段透空的砲彈造型的25.5公尺的石碑。經費新台幣九百三十八萬元，由國防部支付。揭碑之日，正逢中國國民黨十五屆二中全會閉幕，黨主席李登輝在閉幕致詞時臨時插了段話，肯定八二三砲戰帶來的安定繁榮。
2004年2月，該碑被噴上「228」字樣，但半個月來未被清除。3月16日，八二三戰役戰友協會總會、台海戰役海軍袍澤協會、高雄市八二三戰役戰友協會幹部和立法委員江綺雯等人來此抗議時，八二三戰役戰友協會總會副秘書長吳建華說，袍澤從未抱怨政府比較照顧二二八事件罹難者和家屬，希望政府和其他民眾對八二三的袍澤亦能同等對待。高雄市政府養工處得知後，便回應會立即處理。